# George Christopher Williams
George Christopher Williams (12 de mayo de 1926-8 de septiembre de 2010) fue un biólogo evolutivo estadounidense.
Fue profesor de biologÍa en la Universidad Estatal de Nueva York en Stony Brook. Fue conocido por su crítica enérgica de la selección de grupo. El trabajo de Williams en esta área, junto con William Donald Hamilton, John Maynard Smith y otros condujo al desarrollo de una visión de la evolución genética en la década de 1960.

## Publicaciones
- Adaptation and Natural Selection. Princeton University Press, 1966
- Sex and Evolution. Princeton University Press, 1975
- Natural Selection : Domains, Levels, and Challenges. Oxford University Press, 1992
- Paradis, J. and G.C. Williams. 1989. T.H. Huxley’s Evolution and Ethics: with New Essays on its Victorian and Sociobiological Context. Princeton Univ. Press, Princeton, N.J.
- Williams, G.C. 1992. Natural Selection: Domains, Levels, and Challenges. Oxford Univ. Press, New York
- Nesse, R.M. and G.C. Williams. 1994. Why We Get Sick : the New Science of Darwinian Medicine. Times Books, New York
- Williams, G.C. 1996. Plan and Purpose in Nature. Weidenfeld & Nicolson, London. Basic Books, New York
- Williams, G.C., Nesse, Randolph M. 1995 Why we get sick. 1997 Warum wir krank werden
- Williams, G.C., Nesse, Randoph M. 1996 Evolution and Healing: The New Science of Darwinian Medicine
- Williams, G.C. 1997 The Ponyfish's Glow: and Other Clues to Plan and Purpose in Nature